# 1093 Freda
1093 Freda là một tiểu hành tinh bay quanh Mặt Trời. Ban đầu nó có tên là 1925 LA. Nó được đặt theo tên Fred Prévost, và phần tên số ám chỉ tiểu hành tinh thứ 1093 được phát hiện.